# NGC 4566
NGC 4566 est une galaxie spirale située dans la constellation de la Grande Ourse. Sa vitesse par rapport au fond diffus cosmologique est de 5 523 ± 12 km/s, ce qui correspond à une distance de Hubble de 81,5 ± 5,7 Mpc (∼266 millions d'al). NGC 4566 a été découverte par l'astronome germano-britannique William Herschel en 1791.
NGC 4566 présente une large raie HI.

## Groupe de NGC 4686
Selon A.M. Garcia, NGC 4566 fait partie du groupe de NGC 4686. Ce groupe de galaxies compte au moins 10 membres. Les autres galaxies du groupe sont NGC 4644, NGC 4669, NGC 4676, NGC 4686, NGC 4695, IC 830, MCG 9-21-32 (NGC 4644B), MCG 9-21-33 et MCG 9-21-34.
Abraham Mahtessian mentionne aussi ce groupe, mais il n'y figure que quatre galaxies, soit NGC 4686 et NGC 4695 et deux galaxies non présentes dans la liste de Garcia, NGC 4646 ainsi que UGC 7905.